# Ouguiya
Ouguiya (tegn: UM; arabisk:  أوقية; ISO-kode: MRU) er Mauretaniens valuta. En ouguiya består af fem khoums. 
Den nuværende ouguiya blev introduceret i 2018, hvor den erstattede den gamle ouguiya, der havde valutakode MRO.